# Amtsgericht Kreuzberg

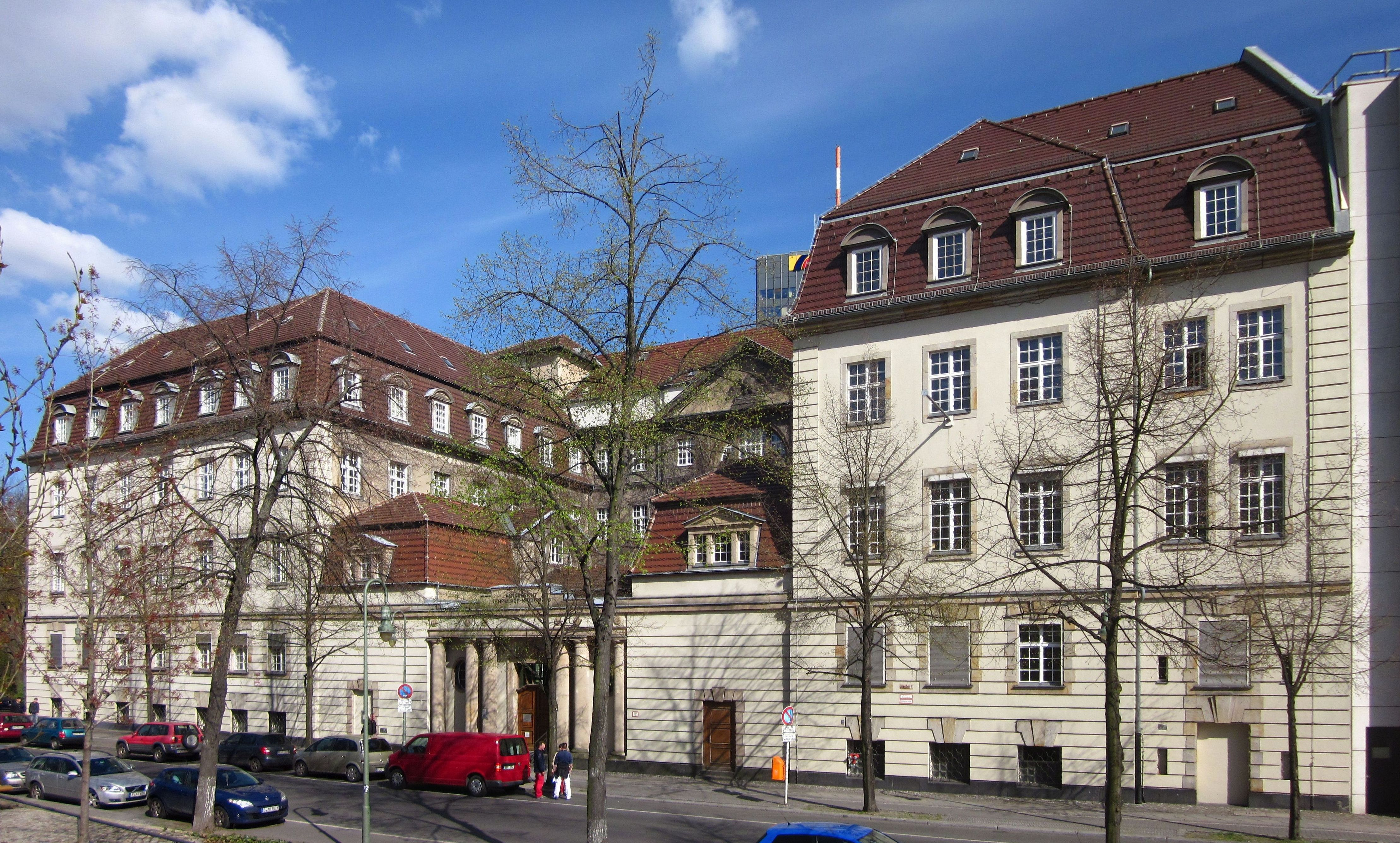
Gerichtsgebäude in der Möckernstraße 130

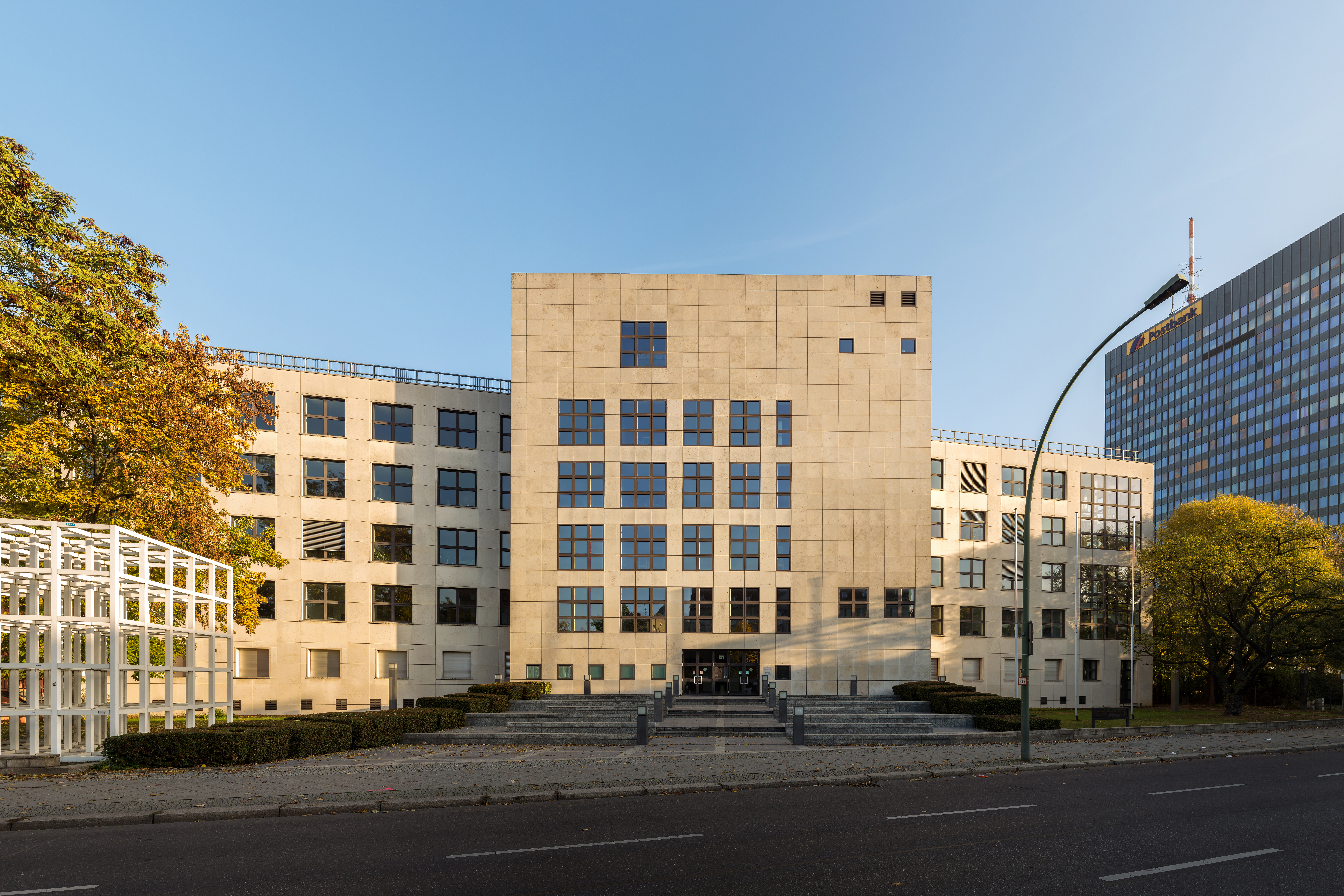
Gebäude am Halleschen Ufer 62 (Familiengericht)

Das Amtsgericht Kreuzberg (bis 2021: Amtsgericht Tempelhof-Kreuzberg) ist ein Gericht der ordentlichen Gerichtsbarkeit und eines von elf Amtsgerichten im Land Berlin. Der Amtsgerichtsbezirk Kreuzberg zählt zum Landgericht Berlin und umfasst im Bezirk Tempelhof-Schöneberg die Ortsteile Lichtenrade, Mariendorf, Marienfelde und Tempelhof sowie den gesamten Bezirk Friedrichshain-Kreuzberg mit seinen beiden Ortsteilen Friedrichshain und Kreuzberg. Der Amtsgerichtsbezirk zählt mehr als 450.000 Einwohner.
Darüber hinaus hat das Gericht eine zentrale Funktion für das Land Berlin: Es ist Familiengericht für alle Amtsgerichtsbezirke mit Ausnahme der Amtsgerichtsbezirke Mitte, Pankow, Schöneberg, Tiergarten, Wedding und Köpenick. Das Familiengericht des Amtsgerichtes Kreuzberg ist das größte deutsche Familiengericht mit mehr als 20.000 Neueingängen pro Jahr.
Bis zum 31. Juli 2021 trug das Amtsgericht Kreuzberg den Namen Amtsgericht Tempelhof-Kreuzberg. Aufgrund des Gesetzes über die Modernisierung und Bereinigung von Justizgesetzen im Land Berlin vom 22. Januar 2021 (JustG Bln) wurde das Gericht mit Wirkung zum 1. August 2021 in Amtsgericht Kreuzberg umbenannt.

## Geschichte
Mit Königlicher Verordnung vom 2. Januar 1849 wurden die Gerichtsstandsprivilegien und Patrimonialgerichte aufgehoben und die Gerichtsstruktur in der Provinz Brandenburg neu geordnet. In Berlin entstand nun als Eingangsgericht das Stadtgericht Berlin für den Stadtkreis Berlin und das Kreisgericht Berlin als Kreisgericht für die Berliner Vororte. Es ergab sich damit die Besonderheit, dass das Kreisgericht Berlin außerhalb seines eigentlichen Gerichtsbezirks lag.
Mit Gesetz vom 4. März 1878 wurde zum 1. Oktober 1878 das
Gerichtsverfassungsgesetz in Preußen eingeführt. Hierdurch entstanden zwei Berliner Landgerichte: das Landgericht I für den Stadtkreis, das Landgericht II für das Umland. Das Kreisgericht Berlin wurde in das Amtsgericht Berlin II umwandelt und war eines der 14 Amtsgerichte des Landgerichtes II.
Es war dem Landgericht Berlin II und dieses dem Berliner Kammergericht nachgeordnet. Mit 13 Richterstellen (Stand: 1880) war es das größte Amtsgericht im Landgerichtsbezirk. Gerichtstage wurden auch in Trebbin abgehalten.
Der Amtsgerichtsbezirk II bildete die nächste Umgebung aus den Kreisen Niederbarnim und Teltow, soweit sie nicht den beiden Amtsgerichten in Charlottenburg und Niederbarnim zugewiesen waren. Es umfasste bis zu 28 Zivilabteilungen.
Mit der Bildung des Amtsgericht Trebbin am 1. Januar 1888 gab das Amtsgericht Berlin II den Stadtbezirk Trebbin und die Amtsbezirke Groß Beuthen, Neuendorf, Lüdersdorf und Wietstock an dieses ab.
Der erste Bau an der heutigen Stelle war das von 1882 bis 1885 nach Plänen von Heinrich Herrmann unter der Bauleitung von Otto Lorenz errichtete „Geschäftshaus“ für das Landgericht und Amtsgericht Berlin II am Halleschen Ufer, der Stelle, an der heute der Neubau von 1994 Oswald Mathias Ungers für das Familiengericht steht.
Mit dem stürmischen Wachstum Berlins wuchs auch das Amtsgericht Berlin II. Zwischen 1883 und 1899 verdoppelte sich die Zahl der Einwohner im Landgerichtsbezirk.
Die Aufteilung in Landgericht I (für den Bezirk des Amtsgerichts Mitte), Landgericht II (südliches Umland) erfolgte 1899. Das Amtsgericht Berlin II wurde ebenfalls aufgeteilt. Der verbliebene Kern des Amtsgerichtes Berlin II wurde als Amtsgericht Berlin-Tempelhof fortgeführt und unterstand dem Landgericht II.
Im Jahr 1915 war Beginn der Bauarbeiten für einen Erweiterungsbau an der Möckernstraße, dem ältesten Teil des heutigen Gebäudes, der 1921 vollendet werden konnte. Im Jahr 1945 wurde der Gebäudeteil am Halleschen Ufer ausgebombt.
Nach dem Zweiten Weltkrieg wurde die Gerichtsorganisation kurzfristig neu geordnet. Die sowjetische Besatzungsmacht richtete in jedem Bezirk von Berlin ein Bezirksgericht ein. Entsprechend entstand zum 1. Juni 1945 das Bezirksgericht Tempelhof. Auch verkleinerte sich der Gerichtssprengel, da auch ein Bezirksgericht Kreuzberg gebildet wurde. Die Bezirksgerichte erhielten später die Bezeichnungen Amtsgericht. Auf seiner 12. Sitzung beschloss die Alliierte Kommandantur am 27. September 1945 die Gerichtsstruktur der besetzten Stadt. Man kehrte hierbei zu der traditionellen Aufteilung mit drei Instanzen zurück. Es wurden wieder zwölf Amtsgerichte gebildet. Das Amtsgericht Kreuzberg wurde aufgelöst und dem Amtsgericht Tempelhof angegliedert.
Rund um das Jahr 1980 leistete der spätere Regierende Bürgermeister Klaus Wowereit einen Teil seines Referendardienstes ab. Das Gericht wird allerdings fälschlicherweise in seiner Biografie als Amtsgericht Tempelhof-Schöneberg bezeichnet.
Nach der politischen Wende 1989 war es notwendig, eine einheitliche Gerichtsstruktur für ganz Berlin festzulegen und gleichzeitig die DDR-Justiz personell und organisatorisch in rechtsstaatliche Strukturen zu überführen. Hierzu ging man zweistufig vor: In einem ersten Schritt wurden zum 3. Oktober 1990 die Stadtbezirksgerichte aufgehoben. Es verblieben die sieben West-Berliner Amtsgerichte, deren Sprengel um die Ost-Berliner Bezirke erweitert wurden. Die Stadtbezirksgerichte wurden als Zweigstellen dieser Gerichte weitergeführt. Das Amtsgericht Tempelhof-Kreuzberg erhielt so die Verantwortung für die Ost-Berliner Bezirke Friedrichshain und Lichtenberg. In einem zweiten Schritt wurden 1991 fünf Amtsgerichte in den ehemals Ost-Berliner Bezirken errichtet, um eine Gerichtsorganisation für Gesamtberlin zu erhalten. Damit wurden das Amtsgericht Lichtenberg (für Lichtenberg) und das Amtsgericht Berlin-Mitte (hierzu gehörte Friedrichshain) geschaffen und der Bezirk des Amtsgerichtes Tempelhof-Kreuzberg entsprechend verkleinert.
Im Amtsgericht waren im Jahr 2012 rund 600 Mitarbeiter beschäftigt.